# Miltochrista rosalia
Miltochrista rosalia là một loài bướm đêm thuộc phân họ Arctiinae, họ Erebidae.